# Suzanne J. Hand
Suzanne Joan (Sue) Hand AO (* 1955), häufig auch Suzanne J. Hand zitiert, ist eine australische Wirbeltierpaläontologin und Mammalogin. Ihre Interessen gelten fossilen Fledermäusen und anderen Säugetieren, dem Riversleigh-Fossilienprojekt sowie dem Fledermausschutz. Sie ist zudem außerordentliche Professorin an der Fakultät für Bio-, Geo- und Umweltwissenschaften der University of New South Wales.

## Leben
1980 erlangte Hand den Bachelor of Science mit Auszeichnung (BSc Hons) an der University of New South Wales. 1986 wurde sie mit der Dissertation Phylogenetic studies of Australian tertiary bats an der Macquarie University zum Ph.D. promoviert. Im selben Jahr war sie wissenschaftliche Gründungsvorsitzende und Schatzmeisterin des Forschungsbeirats der Australian Geographic Society. Von 1989 bis 1991 war sie Präsidentin der Royal Zoological Society of New South Wales. Hand gehörte zu den Initiatoren der Aufnahme der Fossilienvorkommen von Riversleigh in die UNESCO-Liste des Weltkulturerbes. 1993 war sie Mitverfasserin der Eintragungsunterlagen. Von 1994 bis 1997 war sie Chefredakteurin der australischen Paläontologiezeitschrift Alcheringa. Von 2019 bis 2021 war sie im Expertenkollegium des Australian Research Council. 
Hand erforscht die Geschichte der australischen Säugetiere, die anhaltenden Klima- und Umweltveränderungen in Australien, Neuseeland und Ozeanien, die Auswirkungen dieser Veränderungen auf die Wald- und Inselfauna sowie die biologische Vielfalt, die globalen Beziehungen und die evolutionäre Ökologie der Fledermäuse.
Hands Forschungsinteressen liegen vor allem im Bereich der Paläontologie, Phylogenetik und Biogeographie, insbesondere Taxonomie, Systematik, Morphometrie, Biokorrelation, Paläogeographie, Palynologie, Evolutionsbiologie und Paläoökologie. Zudem widmet sie sich dem Studium von fossilen und rezenten Fledermäusen, einem bedeutenden Bestandteil der Fauna Australasiens, der ein Viertel der australischen Säugetierarten ausmacht.
Hand ist Mitglied der Paläontologiegruppe der University of New South Wales, deren Forschungsziel die Untersuchung der fossilreichen känozoischen Faunen des Riversleigh-Welterbegebiets im Nordwesten Queenslands ist. Die aktuelle Forschung konzentriert sich auf immer detailliertere Aspekte der Standortgeologie, geochemische Analysen, radiometrische Datierungen sowie auf die Taphonomie.
Hand war an den Erstbeschreibungen von über 125 Taxa beteiligt, darunter an Zealandornithidae, Zealandornis, Kuiornis, Notochen, Priscaweka, Chionoides, Rupephaps, Litorallus, Neilus, Monotrematum sudamericanum, Aegotheles zealandivetus, Dromornis murrayi, Manuherikia primadividua, Cinclosoma elachum, Distoechurus jeanesorum, Heracles inexpectatus, Gumardee webbi, Gumardee keari, Lekaneleo, Yalkaparidon, Obdurodon tharalkooschild, Obduron dicksoni, Wakaleo schouteni, Badjcinus timfaulkneri, Nimbacinus peterbridgei und Ngamalacinus nigelmarveni. 
Suzanne Hand ist mit dem Paläontologen Mike Archer verheiratet, mit dem sie vier Kinder hat.

## Mitgliedschaften
Hand ist seit 2001 Fellow der Royal Zoological Society of New South Wales und seit 2015 Fellow der Royal Society of New South Wales.

## Dedikationsnamen und Ehrungen
2009 benannten Trevor H. Worthy und John D. Scanlon die fossile Entenvogelart Eoanseranas handae aus der Riversleigh-Lagerstätte zu Ehren von Suzanne Hand. Für besondere Verdienste um die Paläontologie und Zoologie, insbesondere als Erforscherin von fossilen Fledermäusen und Beuteltieren, sowie um die Hochschulbildung wurde sie 2024 zum Officer des Order of Australia ernannt. 

## Schriften (Auswahl)
- mit Michael Archer und Henk Godthelp: Uncovering Australia’s dreamtime, 1986
- mit Michael Archer und Peter Schouten (Illustration): The Antipodean Ark: Creatures from Prehistoric Australia, 1987
- Care and handling of Australian native animals: Emergency care and captive management, 1989
- mit Michael Archer und Henk Godthelp: Riversleigh: Story of Animals in Ancient Rainforests of Inland Australia, 1998
- mit Michael Archer: Australia’s Lost World: Prehistoric animals of Riversleigh, 2000
- mit Michael Archer, John Long, Trevor H. Worthy und Peter Schouten (Illustration): Prehistoric Australasia, 2023